# ولاشکو پویه
ولاشکو پویه (به صربی: Vlaško Polje) یک منطقهٔ مسکونی در صربستان است که در کنگاژواتس واقع شده‌است. ولاشکو پویه ۱۷۲ نفر جمعیت دارد.